# Abrahamsen
Abrahamsen ist ein deutscher, dänischer und norwegischer Familienname.

## Herkunft und Bedeutung
Abrahamsen ist ein Patronym und bedeutet Sohn des Abraham (Name).

## Namensträger
- Bernhard Abrahamsen (1878–1945), norwegischer Politiker
- Carla Abrahamsen (* 1988), schwedische Schauspielerin und Sängerin
- Egil Abrahamsen (1923–2023), norwegischer Schiffsingenieur und Geschäftsmann
- Erik Abrahamsen (1893–1949), dänischer Musikwissenschaftler
- Hans Abrahamsen (* 1952), dänischer Komponist und Musikpädagoge
- Isak Abrahamsen (1891–1972), norwegischer Turner
- Jakob Dybdal Abrahamsen (* 1994), dänischer Mittel- und Langstreckenläufer
- Jan Abrahamsen (* 1993), deutscher Footballspieler
- Jonas Abrahamsen (* 1995), norwegischer Radrennfahrer
- Knut Leo Abrahamsen (* 1962), norwegischer Nordischer Kombinierer
- Solveig Sundbø Abrahamsen (* 1963), norwegische Politikerin
- Trond Abrahamsen (* 1960), norwegischer Eishockeyspieler